# Dar Ben Abdellah
Dar Ben Abdellah è un comune dell'Algeria, situato nella provincia di Relizane.